# 文咨王

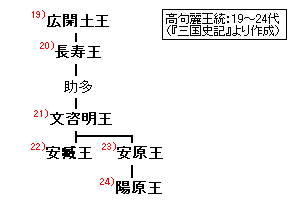
三国史记中的高句丽世系

文咨王（？—519年），又称文咨明王，高句麗第21代王，492年－519年在位。姓高，名羅雲。长寿王之孫，長寿王王子高助多之子，助多早亡，羅雲被立为大孫。長寿王于491年十二月死去，492年文咨王继承王位。中国史書称为「高雲」。
据《三国史记》记载，494年，扶余国王在遭到靺鞨的进攻后，投靠高句丽。文咨明王随后继续向朝鲜半島扩张，百济和新羅结成同盟对抗高句丽。494年，高句丽在薩水（清川江）与新羅交战，新羅退守犬牙城（忠清北道槐山郡），百济派兵3千人援新羅，高句丽军撤退。495年高句丽包围百济雉壤城（黄海道延白郡銀川面），新羅派遣援兵。496年，攻新羅牛山城，失败，497年攻克。503年，百济達率優永入侵水谷城（黄海道新溪郡）。507年，联合靺鞨入侵百济的慰礼城，百濟将高句丽击退。512年九月入侵百濟，攻陷加弗、圓山二城，虜獲男女一千餘人。
国内政策扩大佛教的影响，498年在平壤建造金刚寺。在位28年，519年死去，谥号文咨明王。北魏灵太后追贈他为車騎大将軍。

## 相关册封
- 北魏册封文咨王为使持節、都督遼海諸軍事、征東将軍、領護東夷中郎将、遼東郡開国公、高句麗王
- 南齐册封他为使持節、散騎常侍、都督营平二州、征東大将軍、乐浪公。
- 502年，南梁建立后，册封文咨明王为車騎大将軍。508年加封撫軍大将軍、開府儀同三司。

| 前任： 长寿王 | 高句丽君主 492年-519年 | 繼任： 安藏王 |